# Коеи
Коеи (康永) је јапанска ера (ненко) Северног двора током првог раздобља Муромачи периода, познатог још и као Нанбокучо период. Настала је после Рјакуо и пре Џова ере. Временски је трајала од априла 1342. до октобра 1345. године. Владајући монарх у Кјоту био је цар Комјо а у Јужном двору у Јошину Го-Мураками.
У исто време на југу текла је ера Кококу (1340-1346).

## Важнији догађаји Коеи ере
- 1342. (Коеи 1, први месец): Ичиџо Цунемичи губи позицију „кампакуа“ коју уместо њега добија Куџо Мичинори.[3]
- 1342. (Коеи 1, други месец): Минамото но Нагамичи (源長通) губи позицију „даиџо даиџија“.[3]
- 1342. (Коеи 1, једанаести месец): Куџо Мичинори је замењен Такакусом Морохиром, који је био званични удаиџин.[3]
- 1342. (Коеи 1, дванаести месец): Умире Фуџивара но Кијоко. Она је била ћерка Усесугеа Јорошигеа и мајка Ашикаге Такауџија.[3]
- 1343. (Коеи 2, четврти месец): Ниџо Јошимото, аутор Масукагамија, је унапређен из „надаиџина“ у „удаиџина“, док је Фуџивара но Кинтака унапређен у „садаиџина“. Даинагон Санџо Цунесада постао је нови „надаиџин“.[3]
- 1344. (Коеи 3, први месец): Шогун Такауџи моли се у храму Ивашимизу Хачиман-гу.[3]